# Правобережний (бронепоїзд)
Бронепотяг «Правобережний» — важкий панцерний потяг збройних сил УНР.

## Історія
Ймовірно був захоплений у липні 1919 року в більшовиків. Станом на 16 серпня 1919 року належав до 1-го панцирного загону під командуванням хорунжого Бойчука.
Восени 1919 року брав участь у боях з білогвардійцями.
29 листопада 1919 року бронепотяг «Правобережний», через загрозу захоплення білогвардійцями, покинутий та спалений власною залогою на станції Проскурів.

## Опис
Бронепотяг був озброєний 1 гаубицею, 3 гарматами та 14 кулеметами.
Залога панцирного потяга складалася з 14 старшин, 2 підстаршин, 125 козаків, командиром бронепотягу був полковник Овчаренко.